# Tour Blanche
A Tour Blanche (korábban Tour Aquitaine, majd Tour AIG és Tour Chartis) felhőkarcoló a párizsi La Défense negyedben, Courbevoieban. 
A Les Frères Arsène-Henry építésziroda építette 1967-ben. A La Défense-tornyok első generációjához tartozik, magassága az akkori standardként használt 100 méter.
A 2004-ben részben felújított épület 2012 júliusától 2014 márciusáig ismét felújítás alatt állt. A Spie Batignolles csoport vezetésével végzett műveletek 41 millió euróba kerültek.
2014-ben keresztelték Tour Blanche névre.
Az Enedis, a villamosenergia-elosztó hálózat fő üzemeltetője és az EDF leányvállalata 2014 szeptembere óta a torony fő menedzsere.